# استفان توپوروف
استفان توپوروف (بلغاری: Стефан Петров Топуров؛ زادهٔ ۱۱ اوت ۱۹۶۴) وزنه‌بردار اهل بلغارستان بود.
وی در مسابقات کشوری و بین‌المللی در مجموع برندهٔ ۷ مدال طلا، ۵ مدال نقره شده‌است.